# Salute (canção)
"Salute" é uma canção da banda feminina britânica Little Mix, gravada para o seu segundo álbum de estúdio de mesmo nome. Foi composta pelo grupo com o auxílio de TMS (Thomas Barnes, Peter Kelleher and Ben Kohn) e Maegan Cottone, e produzido por TMS. Liricamente, "Salute" é uma canção de poder feminino, com metáforas militares, sirenes de guerra e influências de hip-hop e do trap. Foi a musica tema do pay-per-view WWE Evolution.

## Antecedentes
Depois de ganhar a oitava série do The X Factor UK, o girlgroup britânico Little Mix lançou seu álbum de estréia, DNA, em novembro de 2012. O álbum recebeu críticas favoráveis de críticos de música, além de ser um sucesso nas paradas, além de gerar o número um do single "Wings", bem como o top-three hit "DNA" e os top-20 singles "Change Your Life" e "How Ya Doin '?". Alguns meses depois, o grupo afirmou que eles estavam trabalhando em um novo álbum, afirmando: "Eu acho que provavelmente amadureceremos um pouco para este álbum, mas queremos manter o tipo de mensagem edificante que tivemos no último álbum. ..] Nós só vamos fazer melhor, intensificar."
"Definitivamente amadureceu mais e é um pouco mais de R & B", completaram em outra entrevista. O grupo de garotas gravou material em Los Angeles com os produtores Jimmy Jam e Terry Lewis, assim como a TMS, que produziu seu primeiro single "Wings". A equipe de produção produziu seis faixas no álbum, incluindo "Salute", que também se tornou o título do álbum. Em 5 de abril de 2014, o grupo anunciou a faixa como o terceiro single do álbum. Eles provocaram o anúncio único com um vídeo deles ensaiando uma rotina de dança para a faixa ao lado de seus dançarinos de apoio. Mais tarde, em 19 de abril de 2014, o grupo revelou a capa do single.

## Recepção da crítica
Mongredien do The Observer pensou que "não ia funcionar, mas a música é entregue com tal ousadia que tem um certo charme ridículo", enquanto Jamie Clarke do So So Gay falou que a canção é uma "faixa de abertura perfeita". Nick Barnes do Unreality TV deu uma crítica bem positiva falando que "tem tudo o que você gostaria em uma música..." e Maicon Alex da It Pop! avaliou a música como "Além de ser a melhor coisa saída delas até hoje, a faixa produzida por TMS e contando com as próprias meninas em sua co-autoria, já simboliza a primeira grande mudança sonora delas nesse novo projeto."

## Composição

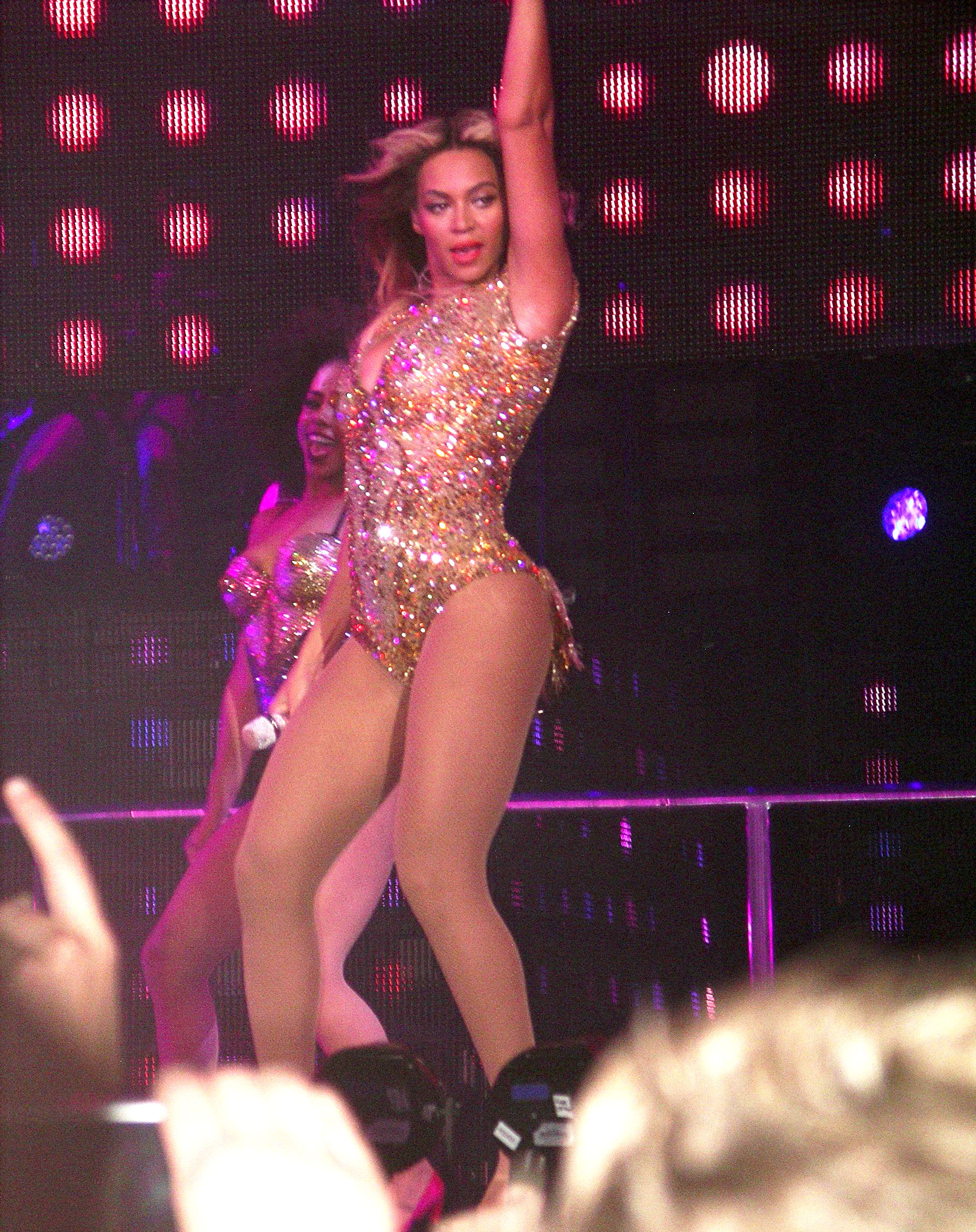
A canção recebeu elogios dos críticos por receber influências da cantora Beyoncé em comparação com sua canção Run The World (Girls).

"Salute" foi escrito pelos membros da banda Perrie Edwards, Jesy Nelson, Leigh-Anne Pinnock e Jade Thirlwall, com Thomas Barnes, Peter Kelleher, Ben Kohn e Maegan Cottone, enquanto a produção foi feita pela TMS. Cottone gravou seus vocais, enquanto também providenciava arranjos vocais, enquanto Barnes também era responsável pela bateria, Kelleher fornecia teclados e Kohn também contribuía com baixo. Foi gravado no Starlight Sound. "Salute" apresenta sirenes de guerra, guitarras e cantos militares, com batidas de hip hop e uma armadilha de experimentação. Começa com "uma sirene de ataque aéreo - um aviso e um apelo à ação - construindo um clímax frenético e frenético", como observou Jamie Clarke, do So So Gay. Rachel McGrath, da Entertainment Wise, escreveu que a canção faz comparações com Beyoncé e Destiny's Child, alegando que tem "Run The World (Girls)" - um canto e uma batida forte. Harriet Gibsone do The Guardian também viu semelhanças, chamando-o de "Beyoncé boot-camp stomp". Phil Mongredien do The Observer escreveu que a canção "se transforma em 'Battlestar' pela boyband Five dos anos 90 quando chega ao seu refrão."
Liricamente, "Salute" transborda de motivos femininos vestidos com metáforas militares, afirmando que ser mulher é mais do que apenas ter uma boa aparência: "Você acha que somos apenas coisas bonitas / Você não poderia estar mais errado / Nós ' está forte, continue, "eles cantam. Mongredien chamou isso de "um chamado às armas para as mulheres do mundo". Como observou Nick Barnes, da Unreality TV, "as meninas tentam recrutar todas as mulheres para saudar e se juntarem ao exército". Janelle Tucknott de Renowned for Sound passou a explicar que a canção "é toda sobre o empoderamento das mulheres e se unindo para lutar uma guerra, supostamente a de bullying e negatividade e a luta pela igualdade de direitos".
"Você acha que somos apenas coisas bonitas. Você não poderia estar mais errado", as meninas cantam, enviando uma mensagem não apenas para qualquer sexista que esteja lá fora, mas também para todas as mulheres que precisam de um pouco de motivação para acreditar em si mesmas." Kadeen Griffiths, da Bustle, notou. "Estamos fortes. Nós continuamos...não podem parar um furacão. Mulheres, é hora de acordar!"

## Videoclipe
O videoclipe de "Salute" foi dirigido por Colin Tilley. Teve sua estreia na VEVO e no YouTube em 2 de maio de 2014 e em julho de 2015, o clipe já tinha passado dos 50 milhões de visualizações. Atualmente o vídeo clipe segue acima de mais de 100 milhões de visualizações. O vídeo contém cenas do grupo dançando em um depósito subterrâneo, com dançarinos que estão prendidos por coleiras, mostrando que as mulheres estão no poder. Kristin Harris da Seventeen fala que "a vibe é muito mais nervosa do que estamos acostumados a ver das garotas — e totalmente maravilhoso!"

## Performances ao vivo
Little Mix performou "Salute" pela primeira vez ao vivo no programa Britain's Got Talent. Elas também performaram a canção durante o Summertime Ball 2014. A canção também virou a canção de abertura da Salute Tour

## Faixas e formatos
| EP digital |                                          |         |  |
| N.º        | Título                                   | Duração |  |
| 1.         | "Salute (Single Version)"                | 3:07    |  |
| 2.         | "Salute (TroyBoi Remix)"                 | 3:36    |  |
| 3.         | "Salute (Anakyn Remix)"                  | 5:12    |  |
| 4.         | "Move (Acoustic)"                        | 2:57    |  |
| 5.         | "Who's Loving You (Acapella)"            | 1:08    |  |
| 6.         | "Salute (Single Version) (Instrumental)" | 3:03    |  |

## Desempenho nas tabelas musicais

### Posições
| Tabela musical (2014)                          | Melhor posição |
| ---------------------------------------------- | -------------- |
| Bélgica (Ultratop 50 Flanders)                 | 27             |
| Escócia (Official Charts Company)              | 5              |
| Estados Unidos ( Billboard Twitter Top Tracks) | 10             |
| Irlanda (IRMA)                                 | 12             |
| Reino Unido (UK Singles Chart)                 | 6              |

## Certificação
| Brasil (PMB) | Platina | 40,000‡  |
| Reino Unido (BPI) | Platina | 600,000‡ |
| * Número de vendas definido com base apenas no nível de certificação. ^ Número de embarques definido com base apenas no nível de certificação. ‡vendas+streaming definido com base apenas no nível de certificação. |         |          |

## Histórico de lançamento
| País        | Data               | Formato          | Gravadora |
| ----------- | ------------------ | ---------------- | --------- |
| Reino Unido | 30 de maio de 2014 | Download digital | Syco      |